# Tåsinge
Tåsinge es una isla de Dinamarca localizada al sur de la gran isla de Fionia y perteneciente al municipio de Svendborg.
Tiene una superficie de 70 km², y alberga una población de 6111 habitantes en 2016.
Tåsinge era antiguamente llamada Thorsinge o Thorsenge, que en danés significa "el lecho de Thor". "Inge" puede también significar "juventud".
Tåsinge es famoso por su castillo, el Valdemars Slot, y fue el lugar de la muerte de Elvira Madigan.